# Fachbereich Design der Fachhochschule Münster
Der Fachbereich Design Münster (seit 2015 offiziell MSD / Münster School of Design) ist eine der ältesten Designschulen Deutschlands.

## Geschichte
Die Lehranstalt wurde 1878 als private Institution unter dem Namen Zeichen-, Mal- und Modellier-Schule gegründet. Ein Mitgründer und Lehrer war der Münsteraner Maler Caspar Görke. 1913 wurde sie umbenannt in Schule für Kunst und Handwerk, angegliedert der Pflichtfortbildungsschule der Stadt Münster. In der NS-Zeit wurde sie 1937 zur Meisterschule des deutschen Handwerks. Im Zweiten Weltkrieg ist die Schule 1943 ausgebombt worden. Nach dem Krieg hat sie ihren Betrieb 1947 wieder aufgenommen, zuerst als Werkschule Münster, dann als Werkkunstschule Münster, ab 1956 in einem aus einem Umbau eines ehemaligen HJ-Heimes entstandenen Gebäude am Sentmaringer Weg im Süden der Stadt Münster. 1971 ist die Schule als Fachbereich Design seit deren Gründung Bestandteil der Fachhochschule Münster.

## Gegenwart
Seit Sommer 2009 befindet sich der Fachbereich Design in einem neuen Gebäude auf dem Leonardo-Campus im Norden der Stadt, in Nachbarschaft zum Fachbereich Architektur der Fachhochschule Münster und der Kunstakademie Münster.
18 Professoren unterrichten dort etwa 650 Studenten in den Fachrichtungen Kommunikationsdesign, Illustration, Mediendesign und Produktdesign. Studierende können hier einen Bachelor-Abschluss erhalten. 2010 ist der Masterstudiengang „Information und Kommunikation“ eingerichtet worden.

## Konzept
Der Fachbereich Design Münster hat sich im Gegensatz zu den meisten anderen Designschulen nicht auf eine Designsparte spezialisiert, sondern verfolgt einen interdisziplinären Ansatz. In den ersten beiden Semestern des sechssemestrigen Bachelorstudienganges erhalten die Studierenden eine allgemeine Einführung in das Arbeitsgebiet Design. Ab dem dritten Semester spezialisieren sie sich auf einen der vier Schwerpunkte Kommunikationsdesign, Illustration, Mediendesign und Produktdesign, wobei sie stets mit Studierenden der anderen Fachrichtungen zusammenarbeiten. Ein weiterer Bestandteil des Konzeptes ist die seminarische und projektorientierte Zusammenarbeit mit regionalen und überregionalen Unternehmen und Institutionen. Einen zentralen Stellenwert bildet zudem die fokussierte Grundlehre sowie die wissenschaftliche Theorievermittlung.

### Arbeitsfelder
Am Fachbereich Design Münster gibt es folgende Arbeitsfelder:
- Ausstellungs- und Messeinszenierung
- Corporate Design und Corporate Identity
- Bewegtbild und Animation
- Dokumentarfotografie und Bildjournalismus
- Designbusiness
- Editorial Design
- Editorial Illustration
- Fiktionale Buchillustration
- Finanzkommunikation
- Funktionale Typografie
- Informationsgestaltung
- Interaktive und Online-Medien
- Produktdesign von Produktsystemen, Konsum- und Investitionsgütern
- Sach- und Wissenschaftsillustration
- Theorie der Wahrnehmung, Kommunikation und Medien
- Unternehmenskommunikation
- Verpackungsgestaltung

### Partnerschaften zu anderen Universitäten
Der Fachbereich Design Münster unterhält verschiedene Austauschprogramme zu momentan 18 internationalen Universitäten aus 13 Ländern. Dazu gehören zum Beispiel die University of Alberta in Kanada, die Mirmar Sinan University in Istanbul, die Universidad de Valencia in Spanien, die Musashino Art University Tokyo in Japan oder die Duksung Women´s University in Seoul, Südkorea.

### Partnerschaften mit Einrichtungen und Unternehmen
Der Fachbereich Design Münster kooperiert mit vielen regionalen und überregionalen Institutionen und Unternehmen. Ein Beispiel ist das Projekt „Haftlos“, bei dem Studenten Prototypen für Alltagsgegenstände hergestellt haben, die nun in den Werkstätten eines Vereins für Bewährungshilfe hergestellt werden. Weitere Beispiele sind unter anderem die Konzeption und Gestaltung des Politikmagazins 360°, die Zusammenarbeit mit Comic- und Kinderbuchverlagen sowie Museen und wissenschaftlichen Einrichtungen.

### Das Corporate Communication Institute (CCI)
Das 2003 gegründete Corporate Communication Institute ist eine Einrichtung des Fachbereichs Design, die sich mit der Lehre, Forschung und Entwicklung von Corporate Identity, Corporate Design sowie Unternehmens- und Finanzkommunikation beschäftigt.

### Forschungsgruppe Bewegtbildwissenschaft
Die Forschungsgruppe Bewegtbildwissenschaft Kiel/Münster ist ein hochschulübergreifendes und personengebundenes Forschungsnetzwerk der Muthesius Kunsthochschule in Kiel, der Fachhochschule Kiel und der MSD – Münster School of Design der FH Münster. Seit 2011 arbeitet die Gruppe um die Professoren Lars Christian Grabbe, Patrick Rupert-Kruse, Norbert M. Schmitz und Hans J. Wulff (Christian-Albrechts-Universität zu Kiel; im Ruhestand) an der Etablierung einer eigenständigen Bewegtbildwissenschaft, ausgehend von den interdisziplinären Wechselwirkungen und Impulsen innerhalb der modernen Bildwissenschaft.

## Lehrer
- Felix Scheinberger
- Lars Christian Grabbe
- Daniela Kirchlechner

## Ehemalige Lehrer
- Heinrich Brummack
- Klaus Bußmann
- Bernd Damke
- Günter Drebusch
- Karl Ehlers
- Rolf Escher
- Galli
- Hans Griepentrog
- Franz Guntermann
- Emil Bert Hartwig
- Marcus Herrenberger
- Jörg Heydemann
- Hanne-Nüte Kämmerer
- Franz Rudolf Knubel
- Norbert Nowotsch
- Karl Schrage
- Kurt Schwippert
- Stephan Selhorst
- Marijan Vojska
- Voré (Volker Erhard)
- Pan Walther

## Alumni
- Günther Jakobs
- Reinhard Kleist
- Robert Nippoldt
- Josef Picker
- Heinz-Günter Prager
- Alexander Steffensmeier